# Charleston (Virginie-Occidentale)
Pour les articles homonymes, voir Charleston.
La ville de Charleston est la capitale de l'État de la Virginie-Occidentale et le siège du comté de Kanawha, aux États-Unis. Sa population s’élevait à 51 400 habitants lors du recensement de 2010, estimée à 47 215 habitants en 2018.
Les premières industries majeures de la ville incluaient le sel et les premiers gaz naturels. Plus tard, le charbon acquit une place centrale dans l'économie et la prospérité de la ville et de ses environs. Aujourd'hui, la finance, la fourniture de gaz, d'eau, d’électricité, la gouvernance, la médecine et l'éducation jouent des rôles centraux dans l'économie de la ville.
La première colonie permanente, Fort Lee, fut construite en 1788. En 1791, Daniel Boone est membre du conseil du comté de Kanawha.
Charleston accueille l'équipe de baseball West Virginia Power (ligue mineure), l'équipe de Handball West Virginia Wild (ligue mineure) et la course de 24 km Charleston Distance Run. L'aéroport de Yaeger et l'université de Charleston résident également dans la ville, tout comme les campus de la West Virginia University et de West Virginia State University.

## Histoire

### Prémices
Après la guerre d'indépendance des États-Unis, les pionniers commencèrent à déserter les premières colonies. Beaucoup migrèrent lentement vers la partie ouest de la Virginie. Capitalisant sur de nombreuses ressources, Charleston prit une place importante en Virginie et dans l'histoire de la Virginie-Occidentale. Aujourd'hui, Charleston est la plus grande ville et la capitale de l'État.
Son histoire remonte au XVIIIe siècle. En 1773, Thomas Bullitt possédait 5 km2 de terres près de la bouche de la rivière Elk. À sa mort en 1778, il les céda à son frère Cuthbert Bullitt qui les revendit au colonel George Clendenin en 1786. La première colonie permanente, Fort Lee, fut construite en 1788 par Clendenin et sa compagnie de Virginia Rangers. Cette structure occupait jadis la zone qui se situe maintenant à l'intersection entre Brooks Street et Kanawha Boulevard. La conjecture historique indique que Charleston fut nommée d'après le nom du père de Clendenin, Charles. Ensuite, Charles Town fut raccourcie en Charleston afin d'éviter la confusion avec une ville du même nom située dans l'est de l'État, celle-ci nommée d'après le frère de George Washington.
Six ans plus tard, l'assemblée générale de Virginie officialisa le nom de Charleston. Sur les 160 000 m2 qui composaient la ville en 1794, 35 personnes vivaient dans sept maisons.
La ville fait partie du comté de Kanawha. L'origine du mot Kanawha (prononcé « Ka-NAH »), Ka(h)nawha, vient d'un mot iroquois désignant une « voie d'eau » ou une « voie de canoë », une métaphore utilisée pour désigner une « voie de transport » dans le langage local. C'était et c'est encore le nom de la rivière qui parcourt Charleston. Le « h » était originellement un h aspiré, mais la prononciation s'est perdue avec l'arrivée des colons européens en Virginie-Occidentale. Le maintien de son utilisation dépend du niveau de langue. Le premier bâtiment construit dans le comté était une prison à deux niveaux dont le premier étage fut littéralement creusé dans la berge de la rivière Kanawha.
Daniel Boone, qui servit comme lieutenant-colonel au sein de la milice du comté de Kanawha, fut élu en 1791 à la Chambre des délégués de Virginie. Comme indiqué dans les récits historiques, Boone marcha tout du long jusqu'à Richmond.

### Expansion industrielle
Au début du XIXe siècle, des sources salées furent découvertes le long de la rivière Kanawha et la première mine fut installée en 1806. Cela donna naissance à un ère de croissance et de prospérité, faisant effet dans toute la superficie. En 1808, 1520 demi-kilos de sel étaient produits par jour. Une mine adjacente à Charleston, Kanawha Salines, maintenant nommée Malden, devint la première productrice de sel au monde. En 1818, la Kanawha Salt Company, première trust des États-Unis, s'ajouta à l'exploitation.
Captain James Wilson, lors d'un minage de sel, atteignit la première source de gaz naturel en 1815. Elle fut mise à jour à l'endroit où s'élèvent maintenant la jonction entre Brooks Street et Kanawha Boulevard (non loin de l'aire où trône le capitole). En 1817, du charbon est découvert et remplaça le fioul utilisé lors des opérations de minage du sel. Cependant, la puissance de cette industrie du sel déclina de 1861 jusqu'au début de la Première Guerre mondiale, qui, dans le cadre de son industrie d'armement, amena une forte demande en produits chimiques. Les produits demandés, comme l'hydroxyde de sodium et le chlore, pouvait être produits à partir d'eau salée.

### Croissance politique
La ville continua à grandir avant le début de la guerre de Sécession en 1861. L'État ayant décrété la sécession par référendum, Charleston est divisée en deux, contrôlée alors par les États unionistes et confédérés. Le 13 septembre 1862, la bataille de Charleston fit se rencontrer les armées de ces deux entités. Même si les troupes confédérées furent victorieuses, leur occupation de la ville fut de courte durée. Les forces Unionistes revinrent seulement six semaines plus tard et y restèrent jusqu'à la fin des hostilités.
Toutefois, même si ce référendum déclarait la sécession, 27 comtés le rejetèrent durant le premier congrès de Wheeling, puis 33 lors de la seconde édition. Ainsi, après avoir formule le désir de création d'une nouvelle entité indépendante, les comtés réfractaires établirent les bases de ce qui sera plus tard la Virginie-Occidentale. Au milieu du tumulte de la guerre de Sécession, la Virginie-Occidentale devint officiellement le 35e État.
Cette scission donna naissance à des guérillas confédérées. En effet, les grosses industries du Nord, particulièrement le commerce de l'acier au nord de l'Ohio River, étaient dépendantes du charbon produit dans les mines de l'ouest. La volonté de ravitailler les diverses armées confédérées encore présentes dans la région, mais aussi de saboter les installations du camp ennemi, fut la principale motivation de ces groupes. De nombreux raids et attaques sont dénombrées au fil de la guerre. Des unités fédérales furent déployées de l'Ohio jusqu'aux mines de charbon pour sécuriser les accès et les routes commerciales.
Bien que l'État existe maintenant bel et bien, lui trouver une capitale s’avéra être difficile. Pendant plusieurs années, la capitale navigua entre Wheeling et Charleston. En 1877, cependant, les citoyens votèrent pour décider enfin d'un lieu fixe. Charleston reçoit 41 243 votes, Clarksburg en reçoit 29 442 et Martinsburg en reçoit 8 046. Wheeling n'était pas éligible. Ainsi, la première du vote fut choisie et huit ans plus tard, le Capitole ouvrit ses portes.
Après un incendie ayant eu lieu en 1921, une autre structure fut construite à la hâte mais s'envola dans les cendres en 1927. Toutefois, une Capitol Building Commission, fondée par la Législature en 1921, autorisa la construction du capitole que l'on peut admirer aujourd'hui. L'architecte choisit comme matériau les pierres polies d'Indiana Limestone et un style de construction dans le style de la Renaissance italienne. Un projet qui coûta, au total, moins de 10 millions de dollars. Après que les trois étapes de construction furent achevées, le gouverneur William G. Conley inaugura le monument le 20 juin 1932.

### XXesiècle
Charleston devint le centre du gouvernement de l'État. Les ressources naturelles, comme le charbon et le gaz naturel, couplées avec l'expansion du chemin de fer, contribuèrent à la croissance de la capitale. Les nouvelles industries, comme la chimie, le verre, le bois et l'acier s'installèrent dans l'État, attirées par ses ressources enfouies. Il y eut beaucoup de nouvelles constructions dans la ville. Plusieurs de ces bâtiments, notamment des églises et des bureaux, sont toujours existants au cœur du centre-ville, le long de Capitol Street.
Durant la Seconde Guerre mondiale, la première, et la plus grande, usine de styrène-butadiène des États-Unis ouvrit ses portes près d'Institute, fournissant du caoutchouc synthétique et contribuant par ce biais à l'effort et de guerre. À la fin de la guerre, Charleston était sur le point d'effectuer d'importantes constructions. L'une des premières durant cette période fut le Kanawha Airport (aujourd’hui Yeager Airport, nommé ainsi d'après le général Chuck Yeager) qui fut peut-être l'un des plus grands accomplissements techniques de cette époque. Bâti en 1947, l'aéroport nécessita d'aplanir 360 demi-hectares sur trois sommets montagneux, déplaçant plus de 9 millions de mètres de cubes de terre. Le Charleston Civic Center ouvrit en 1859.
La ville commença à être intégrée dans l'Interstate highway dans les années 1960, quand trois autoroutes majeures (I-64, I-77, I-79) furent délimitées, toutes convergeant vers Charleston.

## Démographie
| Groupe            | Charleston | Virginie-Occidentale | États-Unis |
| ----------------- | ---------- | -------------------- | ---------- |
| Blancs            | 78,4       | 93,9                 | 72,4       |
| Noirs             | 15,5       | 3,4                  | 12,6       |
| Métis             | 3,2        | 1,5                  | 2,9        |
| Asiatiques        | 2,3        | 0,7                  | 4,8        |
| Autres            | 0,4        | 0,4                  | 6,2        |
| Amérindiens       | 0,2        | 0,2                  | 0,9        |
| Total             | 100        | 100                  | 100        |
| Latino-Américains | 1,4        | 1,2                  | 16,7       |

Selon l’American Community Survey, pour la période 2011-2015, 96,21 % de la population âgée de plus de 5 ans déclare parler l'anglais à la maison, 0,93 % déclare parler l'espagnol et 2,86 % une autre langue.

## Transports
La ville est desservie par l'aéroport Yeager de Charleston, code AITA : CRW) ainsi que par la gare de Charleston avec une liaison Amtrak vers Chicago et New York.

## Jumelages
- Banská Bystrica (Slovaquie) depuis 2009

## Galerie

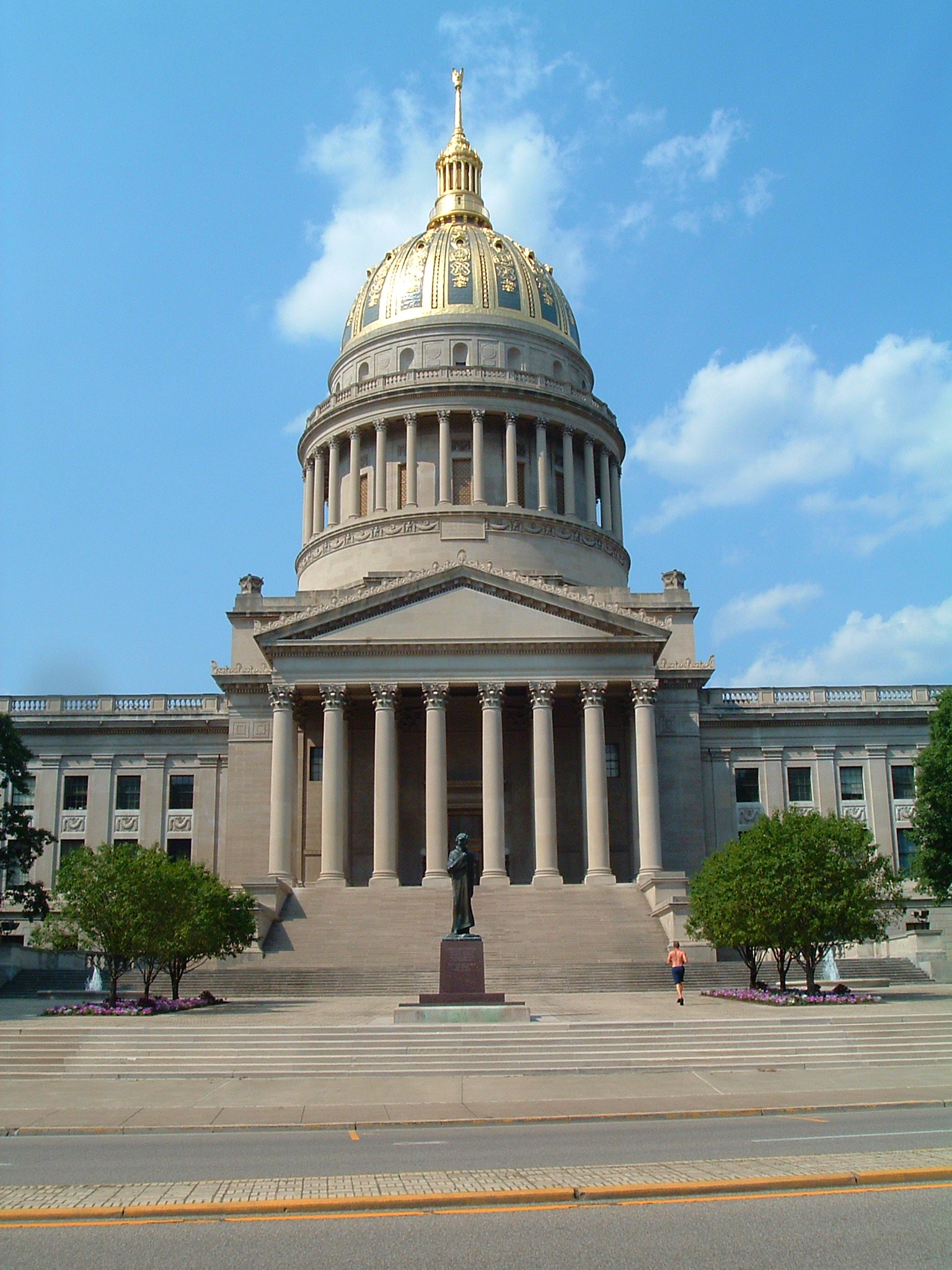
Le Capitole de l'État de Virginie-Occidentale.
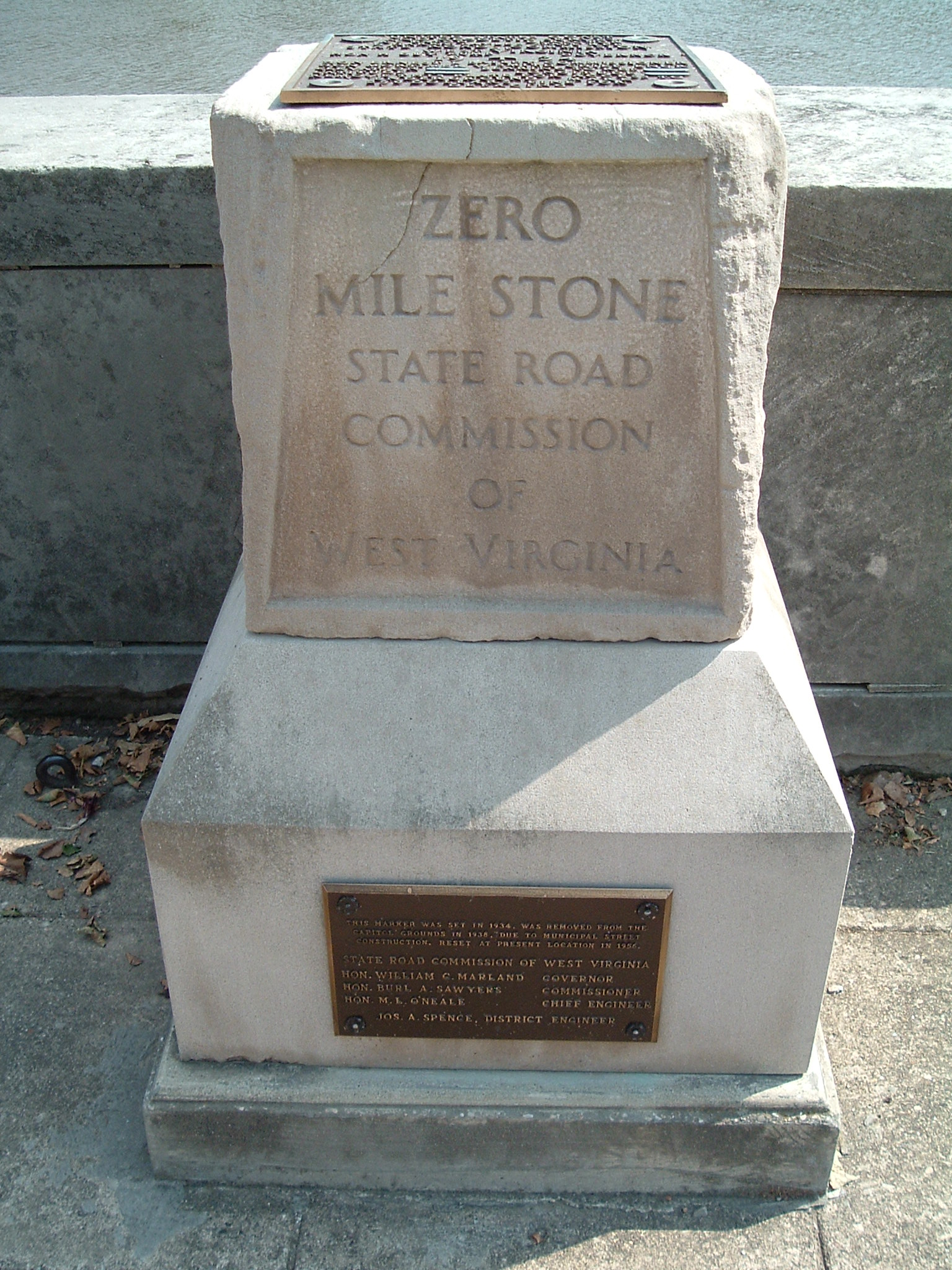
La borne kilométrique zéro.
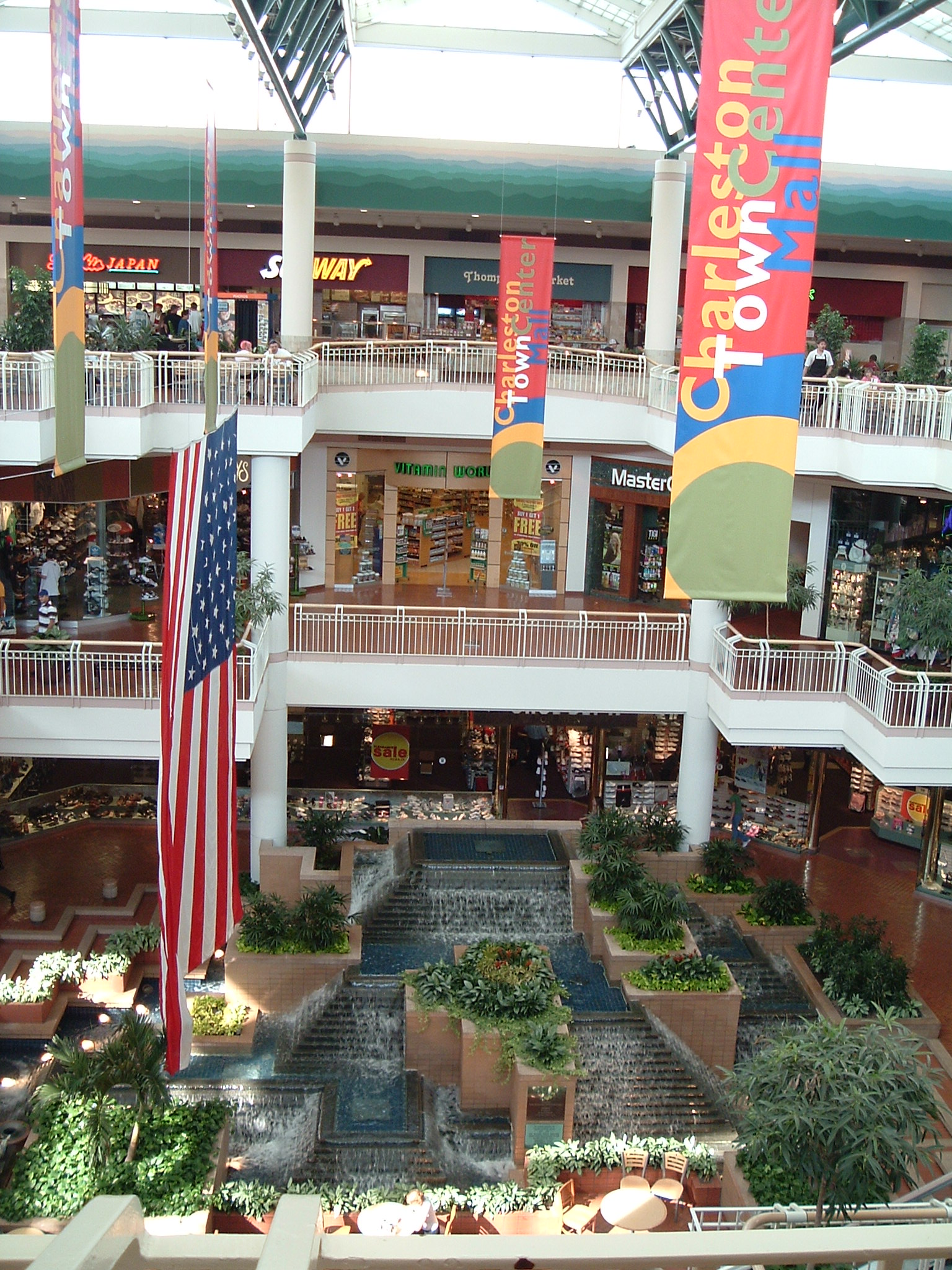
Le centre-ville.
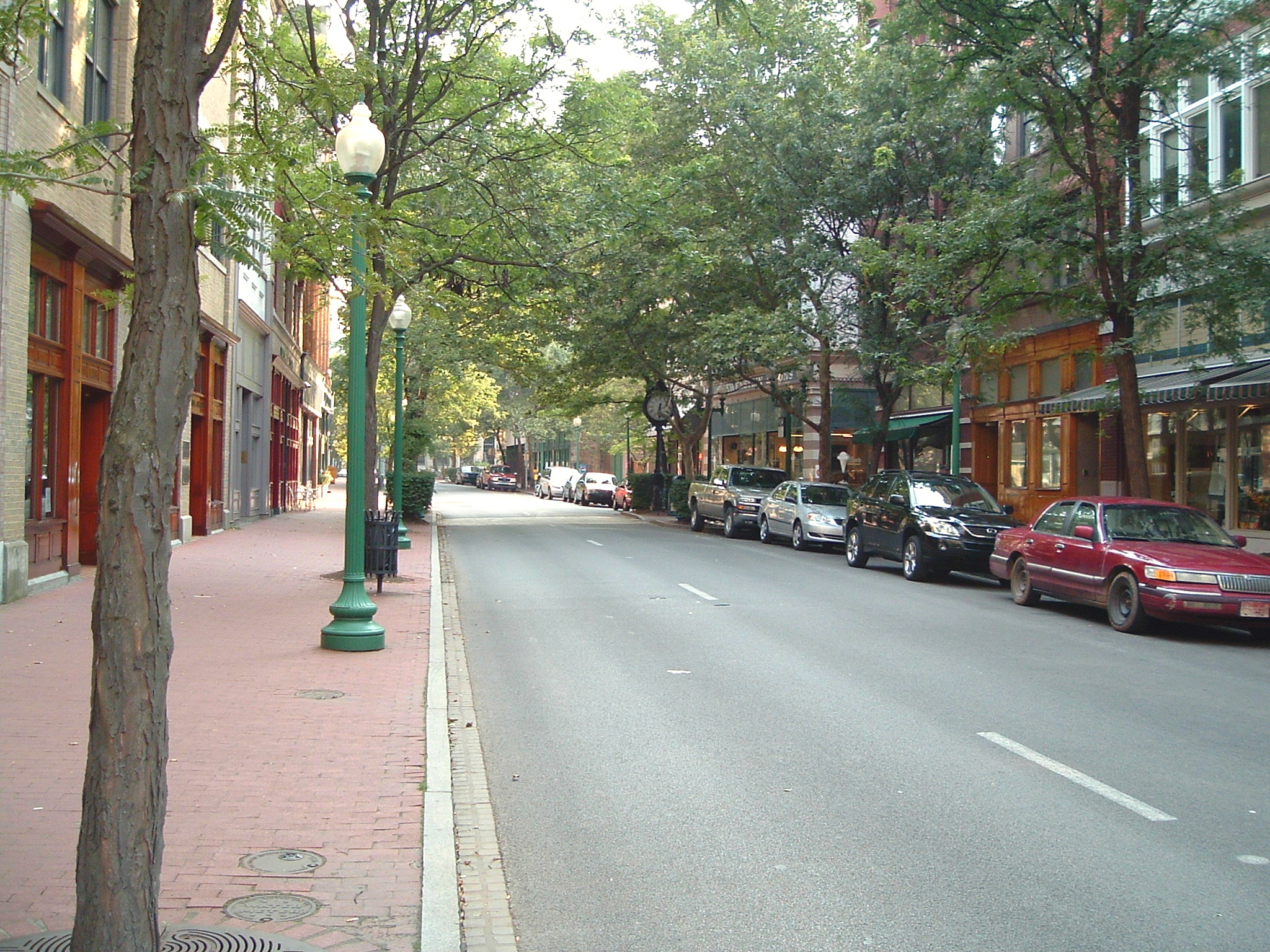
Capitol street, dans le centre-ville.
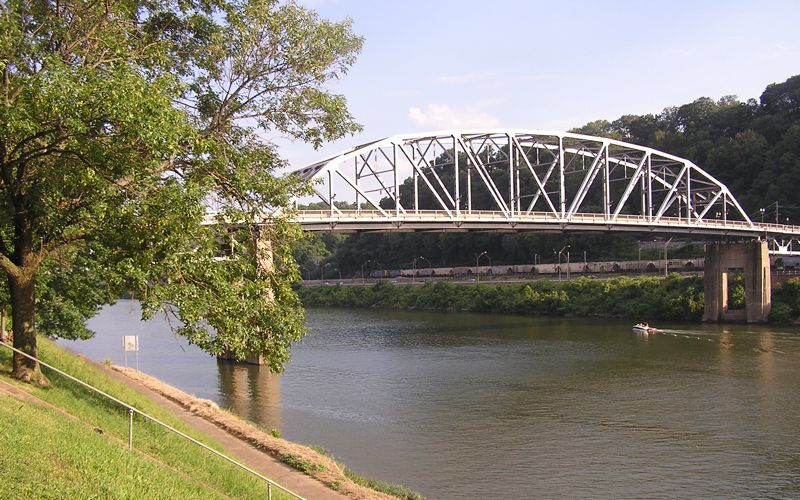
La rivière Kanawha.
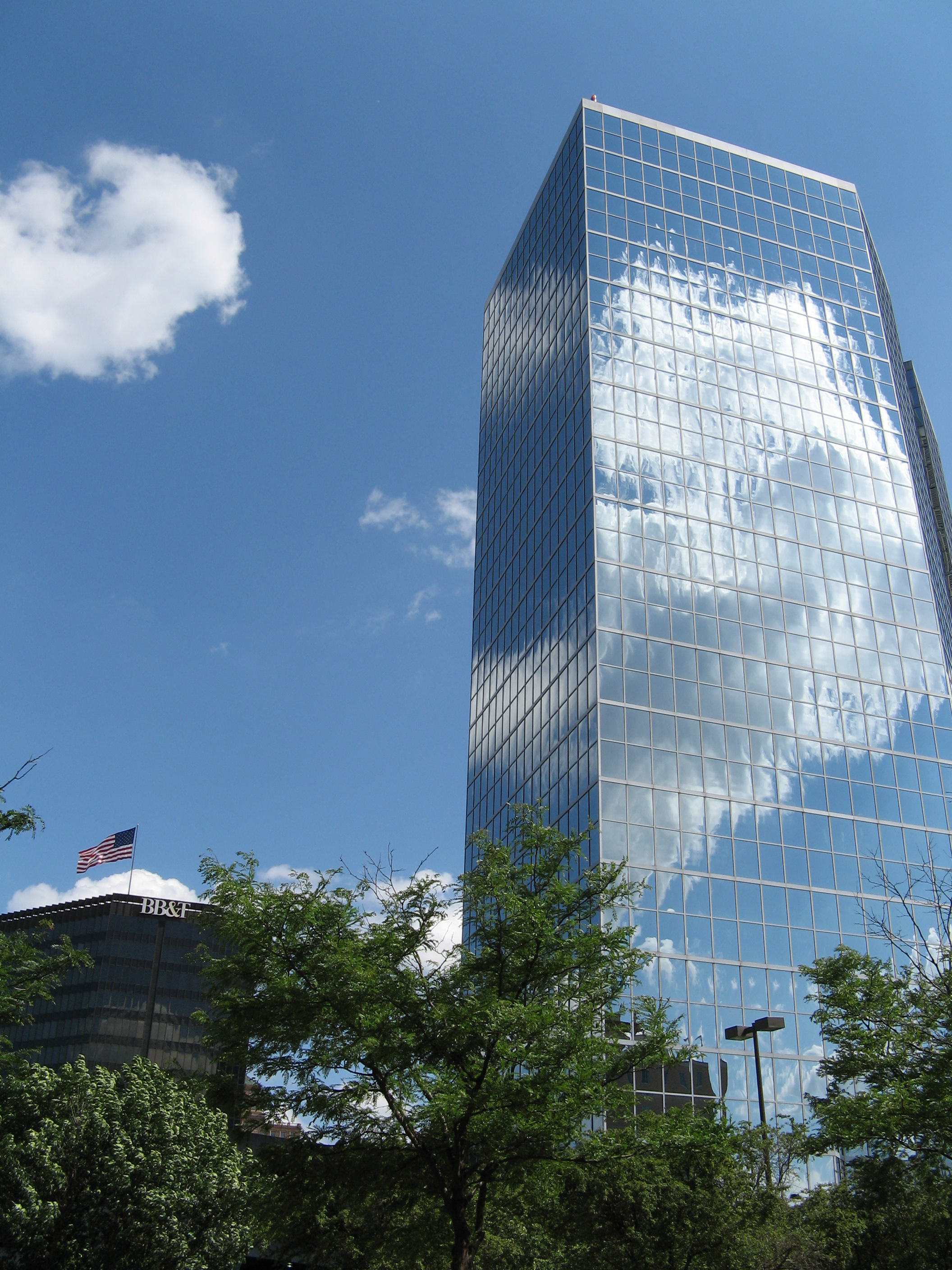
L'immeuble BB&T sur la gauche, Laidley Tower sur la droite.